# Lusignan-Petit
Lusignan-Petit é uma comuna francesa na região administrativa da Nova Aquitânia, no departamento Lot-et-Garonne. Estende-se por uma área de 7,34 km². Em 2010 a comuna tinha 373 habitantes (densidade: 50,8 hab./km²).